# Jenna Caira
Jenna Caira, née le 1er avril 1989 à Toronto, est une joueuse canadienne de softball.

## Carrière
Avec l'équipe du Canada, elle remporte en tant que capitaine la médaille de bronze du tournoi de softball aux Jeux olympiques d'été de 2020 à Tokyo.